# Diane Keaton
Diane Keaton, geboren als Diane Hall (Los Angeles, 5 januari 1946) is een Amerikaans filmactrice, producente en regisseuse, onder meer bekend vanwege haar samenwerking met Woody Allen in de jaren zeventig en haar rol als Kay Adams in The Godfather-trilogie. Buiten de filmwereld is Keaton actief als fotografe.

## Biografie
Keaton is de oudste van vier kinderen. Haar vader, Jack Hall (1921-1990), was civiel ingenieur, haar moeder Dorothy Keaton (1921-2008), was huisvrouw en amateurfotografe.
Keaton studeerde drama aan het Santa Ana College, maar verliet de studie op negentienjarige leeftijd na drie semesters om een carrière te beginnen in Manhattan. Ze moest haar naam veranderen toen ze zich wilde inschrijven bij de vakbond voor acteurs, aangezien er al een Diane Hall geregistreerd stond en de vakbond eist dat, om verwarring te voorkomen, er geen twee personen met dezelfde naam ingeschreven mogen staan. Ze koos de naam "Keaton", de geboortenaam van haar moeder.
In New York volgde ze lessen bij de theaterschool Neighborhood Playhouse. Ook was ze gedurende die jaren voor korte tijd zangeres. In 1968 kreeg ze een bijrol en werd ze doublure voor een van de hoofdrollen in de succesvolle Broadway-rockmusical Hair. Ze kreeg enige bekendheid omdat ze als enige actrice weigerde zich uit te kleden op de momenten dat alle acteurs naakt waren. In 1969 vroeg Woody Allen haar om mee te spelen in zijn toneelstuk Play It Again, Sam. Hiervoor werd ze genomineerd voor de Tony Award voor beste drama-actrice. Rond die tijd kreeg ze een relatie met Woody Allen.

### Filmcarrière
Tijdens het spelen van dit toneelstuk kreeg ze veel aanbiedingen uit Hollywood en in 1970 speelde ze haar eerste filmrol in de komedie Lovers and Other Strangers. Datzelfde jaar was ze te zien in een commercial voor deodorant. Haar grote doorbraak kwam in 1972 toen Francis Ford Coppola haar de rol gaf van Kay Adams in The Godfather. The Godfather werd een groot financieel en kritisch succes, en won onder andere de Academy Award voor beste film. Deze rol speelde ze ook in de overige twee delen van de trilogie, The Godfather Part II (1974) en The Godfather Part III (1990).
In 1972 speelde ze tevens naast Woody Allen in de filmversie van Play It Again, Sam. Alhoewel hun relatie al was beëindigd tegen de tijd dat ze films gingen maken, bleven de twee zeer hecht. Allen zou haar gedurende de jaren zeventig verscheidene malen inzetten voor excentrieke rollen in zijn komische films, waaronder Sleeper (1973), Love and Death (1975), Interiors (1978) en Manhattan (1979). De bekendste film die ze samen hebben gemaakt is Annie Hall uit 1977. Allen had de film speciaal voor haar geschreven en het personage is grotendeels op haarzelf gebaseerd; in het echt is Hall haar achternaam. De film wordt hierdoor vaak gezien als een autobiografisch portret van hun relatie. Keaton begon een modetrend met haar tomboy-kledingstijl, bestaande uit onder andere vesten, stropdassen en fedorahoeden. De film won de Academy Award voor beste film, en Keaton won voor haar rol de Academy Award voor beste actrice.
Uit angst om vooral bekend te staan als comédienne, nam ze in 1977 ook de hoofdrol aan als promiscue lerares in het controversiële drama Looking for Mr. Goodbar, waarvoor ze een Golden Globe-nominatie kreeg. In 1979, na de verfilming van Manhattan, kwam er een einde aan haar lange werkrelatie met Woody Allen. Pas in 1993 zouden de twee weer samenwerken. Eind jaren zeventig kreeg ze een relatie met Warren Beatty, met wie ze in 1981 zou samenspelen in de door Beatty geregisseerde film Reds. Voor haar rol als de radicale journaliste Louise Bryant kreeg ze zowel een Golden Globe- als een Academy Award-nominatie.
In de jaren tachtig verscheen ze slechts een enkele keer in films. In 1984 speelde ze in de actiethriller The Little Drummer Girl, maar die film was geen groot succes. Crimes of the Heart uit 1986 was een klein succes, waarin ze te zien is naast Jessica Lange en Sissy Spacek. In 1987 had ze een grote hit met de komedie Baby Boom, over een carrièrevrouw die plotseling de zorg voor een baby moet dragen. Datzelfde jaar had ze een cameo als nachtclubzangeres in Woody Allens Radio Days. The Good Mother uit 1988 was een kritische en financiële teleurstelling.
Eind jaren tachtig, begin jaren negentig wisselde ze het acteren af met regisseren. In 1987 regisseerde ze haar eerste film, een documentaire, Heaven, over leven na de dood. In de jaren daarna regisseerde ze ook televisiefilms, videoclips, waaronder de clip van Belinda Carlisles "Heaven is a Place on Earth", en afleveringen van televisieseries, waaronder een aflevering van Twin Peaks. In 1995 regisseerde ze haar eerste in de bioscoop uitgebrachte speelfilm, Unstrung Heroes, een gevoelig drama over een zoon die zijn moeder verliest aan een ernstige ziekte. Als actrice was ze te zien in The Godfather Part III (1990) en als de vrouw van Steve Martin in Father of the Bride en het vervolg uit 1995. In 1993 werd ze herenigd met Woody Allen in Manhattan Murder Mystery, nadat Mia Farrow, die oorspronkelijk de hoofdrol zou spelen, uit de film stapte na de notoire breuk tussen haar en Allen.
In 1996 was ze naast Goldie Hawn en Bette Midler te zien in haar grootste commerciële succes van het decennium, de komedie The First Wives Club. Datzelfde jaar kreeg ze haar derde Academy Award-nominatie voor haar rol als leukemiepatiënte in de film Marvin's Room. In 2000 speelde en regisseerde ze de film Hanging Up, met Meg Ryan en Lisa Kudrow in de andere hoofdrollen. De film was geen groot succes, evenals Town & Country (2001), waarin ze werd herenigd met Warren Beatty.
In 2003 had ze weer haar eerste echte hit sinds 1996 met de film Something's Gotta Give, geregisseerd door Nancy Meyers en met Jack Nicholson in de andere hoofdrol. De romantische komedie wist aandacht te genereren door de leeftijd van de hoofdrolspelers (Keaton was destijds 57, Nicholson 66), wat gezien wordt als een gewaagde keuze voor een romantische komedie. Ook is het de eerste film waarin Keaton een naaktscène heeft. Voor deze film kreeg Keaton haar vierde Academy Award-nominatie.
In 2003 was ze tevens uitvoerend producent van Gus Van Sants drama Elephant, dat enkele prijzen ontving op het Filmfestival van Cannes.
In 2008 speelde Diane Keaton een rol in de film Mad Money met onder meer Queen Latifah en Katie Holmes.
Michael Douglas is haar tegenspeler in And So It Goes, een Rob Reiner-film uit 2014. In deze romantische komedie speelt zij een hoofdrol, als Leah, de buurvrouw van Oren Little (Douglas). Ook Frances Sternhagen is te zien in deze film, in de rol van Claire, de bevriende collega-makelaar van Oren Little.

### Fotografie
Keaton heeft, net als haar moeder, belangstelling voor fotografie. In 1980 werden foto's van haar uitgebracht in boekvorm, Reservations. In 1983 verscheen een tweede boek, Still Life.

### Privé
Keaton is nooit getrouwd. Haar bekendste relatie was met acteur-regisseur Woody Allen, die ze ontmoette tijdens haar auditie voor zijn Broadwaystuk Play It Again, Sam. Ze leefden korte tijd samen gedurende de looptijd van het stuk, maar na het einde van het stuk werd hun relatie minder formeel. Allen beschouwde haar als zijn eerste filmmuze, en zij speelde de vrouwelijke hoofdrol in zeven van zijn films. Eind jaren zeventig, toen haar relatie met Allen was beëindigd, kreeg ze een relatie met acteur-regisseur Warren Beatty. De twee gingen uit elkaar kort na de productie van hun gezamenlijke film Reds (1981).
Keaton is de adoptiemoeder van twee kinderen.
Keaton is geen familie van acteur Michael Keaton. Net als zij moest Michael Keaton zijn echte achternaam "Douglas" veranderen om niet verward te worden met een andere acteur, Michael Douglas.

## Prijzen en nominaties
- Academy Awards
  - 1978 - Beste Actrice - Annie Hall (gewonnen)
  - 1982 - Beste Actrice - Reds (genomineerd)
  - 1997 - Beste Actrice - Marvin's Room (genomineerd)
  - 2004 - Beste Actrice - Something's Gotta Give (genomineerd)
- Golden Globes
  - 1978 - Beste Filmactrice, Komedie/Musical - Annie Hall (gewonnen)
  - 1978 - Beste Filmactrice, Drama - Looking for Mr. Goodbar (genomineerd)
  - 1982 - Beste Filmactrice, Drama - Reds (genomineerd)
  - 1983 - Beste Filmactrice, Drama - Shoot the Moon (genomineerd)
  - 1985 - Beste Filmactrice, Drama - Mrs. Soffel (genomineerd)
  - 1988 - Beste Filmactrice, Komedie/Musical - Baby Boom (genomineerd)
  - 1994 - Beste Filmactrice, Komedie/Musical - Manhattan Murder Mystery (genomineerd)
  - 1995 - Beste Actrice in een Miniserie of Televisiefilm - Amelia Earhart: The Final Flight (genomineerd)
  - 2004 - Beste Actrice, Komedie/Musical - Something's Gotta Give (gewonnen)
- BAFTA's
  - 1978 - Beste Actrice - Annie Hall (gewonnen)
  - 1980 - Beste Actrice - Manhattan (genomineerd)
  - 1983 - Beste Actrice - Reds (genomineerd)
- Emmy Awards
  - 1995 - Beste Actrice in miniserie of special - Amelia Earheart: The Final Flight (genomineerd)

## Filmografie (selectie)

### Als actrice
- Lovers and Other Strangers (1970)
- Play It Again, Sam (1972)
- The Godfather (1972)
- Sleeper (1973)
- The Godfather Part II (1974)
- Love and Death (1975)
- Annie Hall (1977)
- Looking for Mr. Goodbar (1977)
- Interiors (1978)
- Manhattan (1979)
- Reds (1981)
- Shoot the Moon (1982)
- The Little Drummer Girl (1984)
- Mrs. Soffel (1984)
- Crimes of the Heart (1986)
- Baby Boom (1987)
- The Good Mother (1988)
- The Godfather Part III (1990)
- Father of the Bride (1991)
- Manhattan Murder Mystery (1993)
- Look Who's Talking Now (stem, 1993)
- Amelia Earhart: The Final Flight (1994)
- Father of the Bride Part II (1995)
- Marvin's Room (1996)
- The First Wives Club (1996)
- Hanging Up (2000)
- Town & Country (2001)
- Something's Gotta Give (2003)
- On Thin Ice (2003)
- The Family Stone (2005)
- Because I Said So (2007)
- Mama's Boy (2007)
- Mad Money (2008)
- Morning Glory (2010)
- The Big Wedding (2013) - Ellie Griffin
- And So It Goes (2014)
- Ruth and Alex (2014)
- The Young Pope (2016)
- Hampstead (2017)
- Book Club (2018)
- Maybe I Do (2023)

### Als regisseur
- Heaven (1987)
- CBS Schoolbreak Special, aflevering The Girl with the Crazy Brother (1990)
- China Beach, aflevering Fever (1990)
- Twin Peaks, aflevering #2.15 (1991)
- Wildflower (televisiefilm, 1991)
- Unstring Heroes (1995)
- Mother's Helper (1999)
- Hanging Up (2000)